# Nannatherina balstoni
Nannatherina balstoni is een straalvinnige vissensoort uit de familie van de zaagbaarzen (Percichthyidae). De wetenschappelijke naam van de soort is voor het eerst geldig gepubliceerd in 1906 door Regan.
De soort komt voor in Australië, waar de aantallen onder druk staan door verstoring van zijn habitat en invasieve soorten.